# África Eco Race

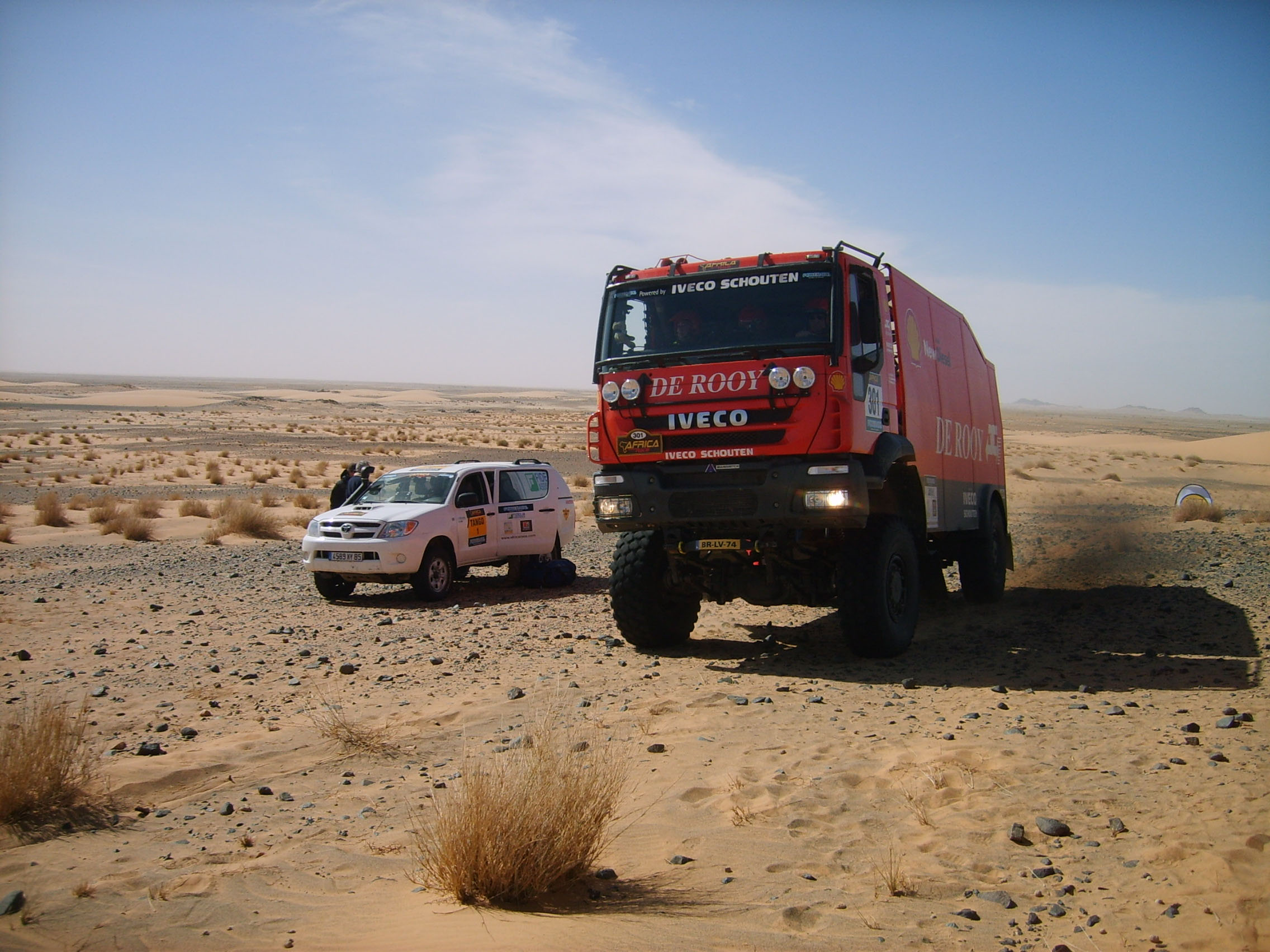
"De Rooy" truck in Tijirite, Mauritania durante a África Eco Race de 2009

A África Eco Race é um rali-raid internacional criada pela vontade de manter o espírito do Rali Dakar após o cancelamento da edição de 2008 e mudança da prova para a América do Sul.
Este rali inovou ao dar especial enfoque nas questões de segurança e desenvolvimento sustentável. Além do aspecto desportivo, o rali tem como objectivo colocar ênfase na consciência individual sobre eco-responsabilidade.
Os acampamentos são escolhidos longe das cidades e terminais de aeroportos, os concorrentes encontram-se em pleno deserto, longe de tudo, deixados a si mesmos. Ajuda mútua, solidariedade e convívio são as palavras que ocorrem com freqüência na boca de quem viveu esta aventura.

## Descrição

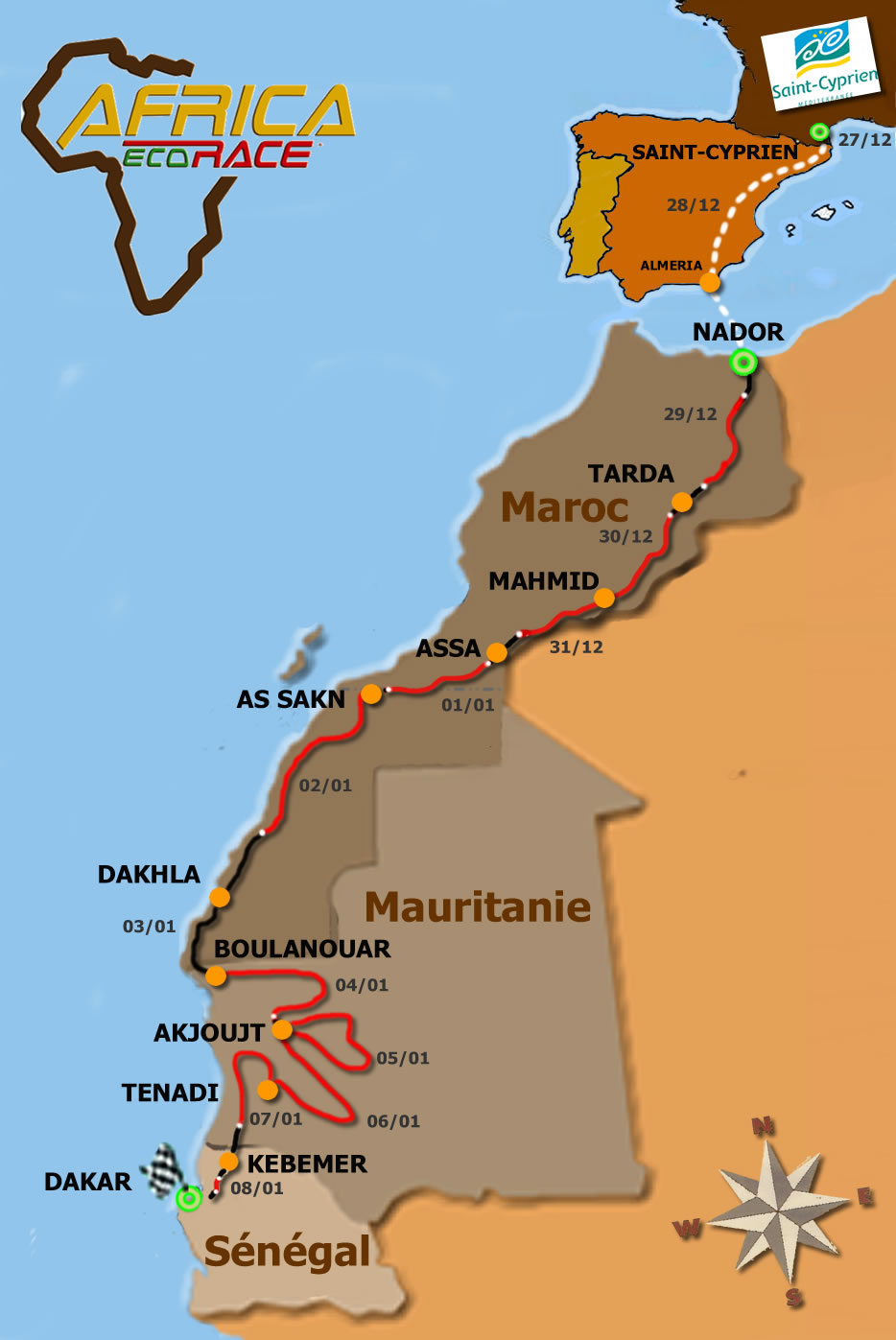
Percurso da edição de 2012

O Rali África Eco Race, destina-se a amadores e profissionais, desenrolando por mais de 6500 km, durante 11 etapas. 
A corrida atravessa os territórios de Marrocos, Mauritânia e Senegal.

### Edições
2009 -A 1ª edição da então designada Africa Race  partiu de Marselha a 26  de dezembro 2008. As verificações técnicas e administrativas ocorreram em 26 e 27 de dezembro, o prólogo teve lugar em 28 de dezembro, seguido por embarque e chegada a Nador, em Marrocos a 30 dezembro.
2010 - A segunda edição da Africa Eco Race partiu de Portimão, Portugal onde tiveram lugar as verificações administrativas e técnicas, a 27 e 28 de Dezembro de 2009, precedidos por um shakedown, em que os competidores puderam apresentar seus veículos.
2011 - A terceira edição decorreu de 27 dezembro de 2010 a 9 de Janeiro de 2011. A largada foi dada no Château De Lastours e chegada, como de costume, em Dacar, capital do Senegal. Esta edição foi a terceira vitória em três edições de Jean-Louis Schlesser nos automóveis, de Willy Jobard numa KTM híbrida na categoria de Moto e Checo Tomas Tomecek num MAN em camiões.
2012- A quarta edição iniciou-se a 27  de dezembro de 2011 com partida em Saint Cyprien e chegada a Dacar a 8 de janeiro de 2012. Quarta vitória para Jean-Louis Schlesser num buggy construído por ele mesmo. Título de Motos para Oscar Polli com uma KTM e a categoria de camiões foi ganha por Tomáš Tomeček que obteve um segundo lugar na classificação geral.
2013 - A quinta edição teve a sua partida em 28 de dezembro de 2012 em Saint-Cyprien para chegar às margens do Lago Rosa, em Dacar no dia 9 de janeiro de 2013. Quinta vitória de Jean-Louis Schlesser no seu buggy. Título de Motos para Martin Fontyn e a categoria de camiões foi ganha por Anton Shibalov com seu Kamaz que terminou em segundo na geral, à frente de Tomáš Tomeček e do seu Tatra.
2014 - A sexta edição teve a sua partida 29 de dezembro de 2013 em Saint-Cyprien chegando às margens do Lago Rosa, em Dacar a 11 de janeiro de 2014. Sexta vitória consecutiva para Jean-Louis Schlesser no seu buggy, navegado por Thierry Magnaldi. Título de Motos para Michael Pisano com uma Honda 450cc e Tomáš Tomeček levou o título de camiões com um Tatra.
2015 - A primeira edição sem Jean-Louis Schlesser e na qual se assistiu ao regresso da equipa oficial da Kamaz, incluindo um camião de locomoção hibrída. Jean Antoine Sabatier venceu nos carros com o seu Bugga One, o antigo piloto do Rali Dakar, Pål Anders Ullevålseter dominou nas motos enquanto Anton Shibalov levou o seu Kamaz convencional à vitória.
2016 - Esta edição teve como ponto de partida o Principado do Mónaco. Paul Ullevalseter (KTM) e Anton Shibalov (Kamaz) dominaram completamente a prova em motos e camiões, enquanto Kanat Shagirov venceu nos automóveis com a sua Toyota Overdrive.

### Ambiente e Desenvolvimento Sustentável
Tanto os participantes como a organização assumem como compromisso o cuidado de não deixar vestígios de sua passagem nocivos através dos países. Uma série de projetos terá como objectivo a utilização de recursos renováveis, a fim de uma contribuição de longo prazo para a vida dos habitantes nas áreas mais remotas dos vários países que a corrida vai atravessar. Estas ações serão tangíveis e duradouras.
A organização está liderando o caminho, dando a todos os participantes kits de talheres reutilizáveis para todo o evento.
Alguns veículos da organização são equipados com a painéis solares para usar a energia armazenada durante todo o dia para levar a cabo as suas missões.
A organização do Africa Eco Race criou também dois projetos de produção de energia eléctrica através de painéis fotovoltaicos na Mauritânia para alimentar uma escola em Nuaquexote e uma biblioteca em Chingueti.
Para o meio ambiente, foi criada uma categoria composta por veículos experimentais movidos a Energia renovável, concebidos  para testar em larga escala e em condições extremas, a fiabilidade, potência, força e resistência destes veículos.
Em 2011 a África Eco Race financiou a plantação de 3000 eucaliptos autóctones Nuaquexote na Mauritânia

### Veículos e categorias

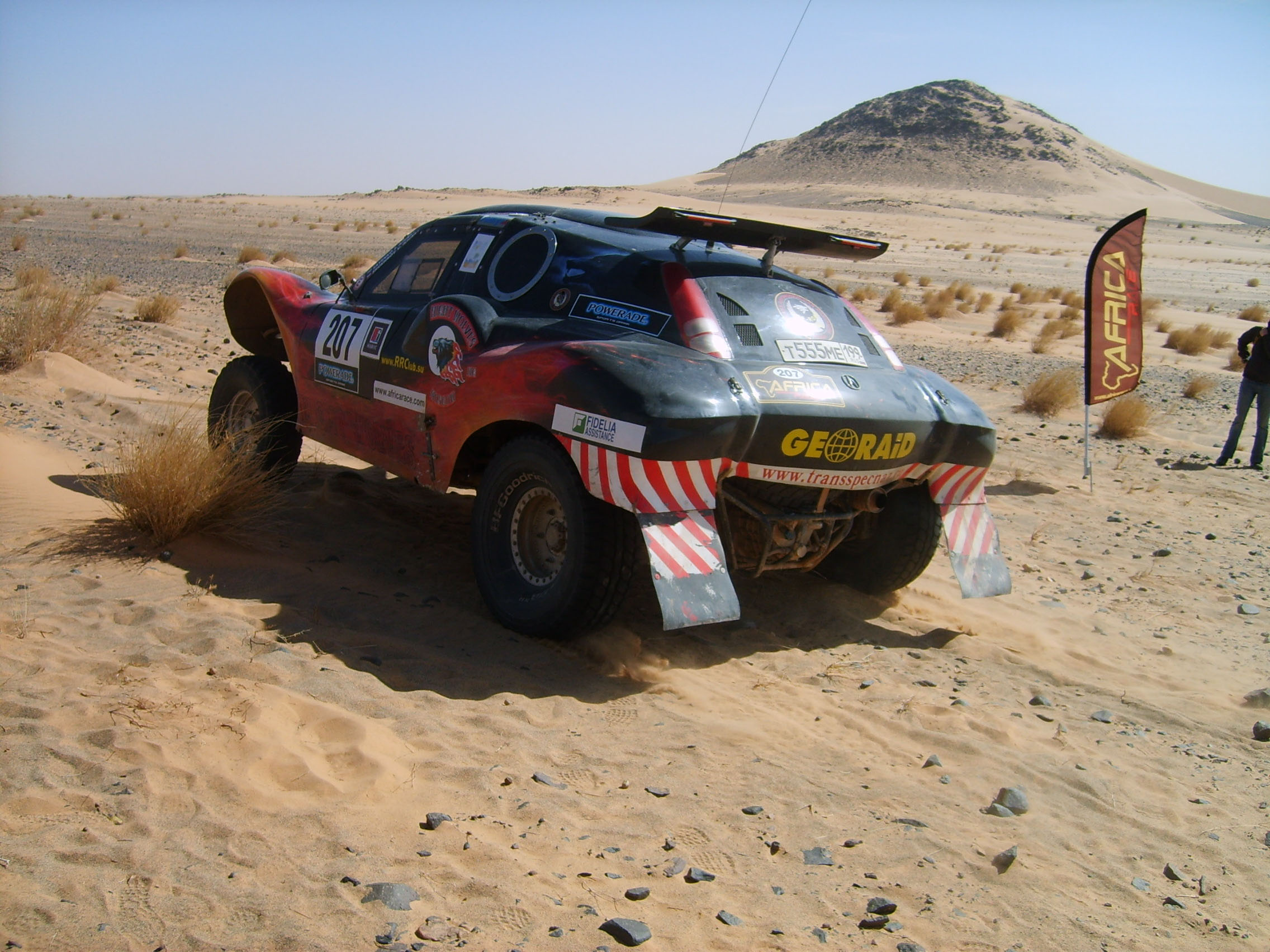
Passageem de um Buggy, zona de Tijirite na Mauritânia durante a África Race 2009.

As 3 principais categorias são os Automóveis, Motos e Camiões
- Motos : classe 450 cm³, até 450 cm³, classe Open (acima de 450 cm³) e quad's ;
- Automóveis e camiões : T1 (todo-terreno modificados), T2 (todo-terreno de série), Categoria Open e T4 (camiões todo-terreno) ;
- Grupo "experimental": veículos movido a Energia renovável criados especificamente para o rali, com uma classificação própria por quilómetros percorridos.

## Controvérsias
Embora o Africa Eco Race não tenha qualquer incidente a lamentar qualquer durante as primeiras quatro edições, o automobilismo em geral, e a organização do Paris-Dakar em particular, desenvolveram movimentos oposição. Essas críticas são de vários tipos:
- A falta de segurança na rota de Paris-Dakar, com fatalidades entre os espectadores africanos, incluindo Boubacar Diallo (Guineense de 10 anos,falecido a 13 de janeiro de 2006) e Ndaw Mohamed (senegalês 12 anos, falecido a 14 janeiro de 2006), no Rali Dakar de 2006[9]. Um grupo (o Cavad) originalmente criado para se opôr ao Paris-Dakar também tomou uma posição oficial contra a 'África Eco Race [10].
- A questão da segurança dos participantes do rali foi levantada em vários países (incluindo Marrocos e Senegal) e Mauritânia em particular (que, após o assassinato de muitos turistas e ameaças terroristas, havia estado na origem do cancelamento do Paris-Dakar em 2008 e levou o rali para a América do Sul. O organizador do rali afirmou, no entanto, beneficiar do apoio das autoridades da Mauritânia[11] : Citação: Le Maroc, la Mauritanie et le Sénégal m’ont sollicité en mars 2008, à la suite de ces événements pour réfléchir à l’organisation d’une autre épreuve..

## Lista de vencedores
| Ano  | Trajecto                     | Carros                                | Carros                  | Motos                   | Motos       | Camiões                                         | Camiões |
| Ano  | Trajecto                     | Piloto                                | Marca                   | Piloto                  | Marca       | Piloto                                          | Marca   |
| ---- | ---------------------------- | ------------------------------------- | ----------------------- | ----------------------- | ----------- | ----------------------------------------------- | ------- |
| 2019 | Monaco – Nador– Dacar        | Jean Pierre Strugo François Borsotto  | Optimus MD              | Alessandro Botturi      | Yamaha      | Elisabete Jacinto José Marques Marco Cochinho   | MAN     |
| 2018 | Monaco – Nador– Dacar        | Mathieu Serradori Fabian Lurquin      | LCR 30                  | Paolo Ceci              | KTM         | Gerard de Rooy Darek Rodewald Moi Torrellardona | Iveco   |
| 2017 | Monaco – Nador– Dacar        | Vladimir Vasilyev Konstantin Zhiltsov | Mini                    | Gev Sella               | KTM         | Andrey Karginov Andrey Mokeev Dmitrii Nikitin   | Kamaz   |
| 2016 | Mónaco – Nador– Dacar        | Kanat Shagirov Vitaliy Yevtyekhov     | Toyota Hilux Overdrive  | Pål Anders Ullevålseter | KTM         | Anton Shibalov Robert Amatych Almaz Khisamiev   | Kamaz   |
| 2015 | Saint-Cyprien – Nador– Dacar | Jean Antoine Sabatier Jean-Luc Rojat  | Bugga One               | Pål Anders Ullevålseter | KTM         | Anton Shibalov Robert Amatych Almaz Khisamiev   | Kamaz   |
| 2014 | Saint-Cyprien – Nador– Dacar | Jean-Louis Schlesser Thierry Magnaldi | Schlesser-Renault Buggy | Michael Pisano          | Honda       | Tomas Tomecek Vojtech Moravek                   | Tatra   |
| 2013 | Saint-Cyprien – Nador– Dacar | Jean-Louis Schlesser Cyril Esquirol   | Schlesser-Renault Buggy | Martin Fontyn           | KTM         | Anton Shibalov Evgeny Yakovlev Dmitry Sotnikov  | Kamaz   |
| 2012 | Saint-Cyprien – Nador– Dacar | Jean-Louis Schlesser Cyril Esquirol   | Schlesser-Renault Buggy | Oscar Polli             | KTM         | Tomas Tomecek                                   | Tatra   |
| 2011 | Chateau Lastour- Dacar       | Jean-Louis Schlesser Cyril Esquirol   | Schlesser-Renault Buggy | Willy Jobard            | KTM Híbrida | Tomas Tomecek                                   | MAN     |
| 2010 | Portimão– Agadir- Dacar      | Jean-Louis Schlesser Cyril Esquirol   | Schlesser-Renault Buggy | Marco Capodacqua        | KTM         | Miklos Kovacs                                   | Scania  |
| 2009 | Marselha– Dacar              | Jean-Louis Schlesser Cyril Esquirol   | Schlesser-Renault Buggy | Josè Manuel Pellicer    | BMW 450 X   | Jan de Rooy                                     | Iveco   |

## Lista de participantes portugueses
| Camiões - Elisabete Jacinto/ José Marques/Marco Cochinho (MAN TGS) - 2010, 2011 (2º lugar camiões, 7º geral); - 2012 (2º lugar camiões, 4º geral); - 2013 (3º lugar geral camiões, vitórias na classe na 2ª e 8ª etapas); | Automóveis - Paulo Rui Ferreira/Jorge Monteiro (Nissan Navara) - 2013 (9º lugar na classificação geral, 3º lugar na classe nas etapas 6 e 11; ); - Carlos Barbosa/Carlos Mota (UMM PRV V&) - 2013 (desistência 4ª etapa); - Bruno Barbosa/Joaquim Baptista (UMM Alter Turbo) - 2013 (desistência 4ª etapa); |